# Sportske igre mladih
Sportske igre mladih su organizirana amaterska športska natjecanja za djecu i mlade osnovnoškolske i srednjoškolske dobi. Nastale su u Splitu 1996. godine. Najveća su amaterska športska manifestacija u Europi organizirana za djecu osnovnoškolske i srednjoškolske dobi. Održavaju se u Hrvatskoj, Srbiji i BIH, a u planu je širenje i na druge države. Slogan Sportskih igarâ mladih je: "Korak za bolju budućnost".
Samo u 2019. godini Sportske igre mladih okupile su više od 202.000 sudionika.
Organiziraju se pod pokroviteljstvom Međunarodnog olimpijskog odbora i Svjetske nogometne federacije te počasnim pokroviteljstvom predsjednika RH, predsjednika Vlade RH te predsjednika Hrvatskog Sabora.
Igre podupiru mnoga poznata imena, koji su ambasadori igara kao što su: Luka Modrić, Nemanja Matić, Edin Džeko,Johannes Hahn,  Sir Dave Richards (predsjednik FA Premier Lige), Goran Ivanišević, Slaven Bilić, Franz Beckenbauer, Lennart Johansson, David Beckham, Predrag Mijatović, Milan Bandić, Niko Kranjčar, Sven Göran Eriksson, Rade Šerbedžija, Juan Carlos Navarro, Zlatko Kranjčar i dr.
Učenici se natječu u 10 športskih disciplina: mali nogomet, rukomet, tenis, stolni tenis, šah, ulična košarka, odbojka, odbojka na pijesku, atletika i graničar. Prvo se održavaju gradska, županijska ili međužupanijska natjecanja, a finalna natecanja su u Splitu. Sudjelovanje je za svu djecu na svim razinama besplatno. 

## Ambasadori
Organizirane su pod pokroviteljstvom Međunarodnog olimpijskog odbora i Svjetske nogometne federacije, te počasnim pokroviteljstvom predsjednika RH, predsjednika Hrvatskog sabora i predsjednika Vlade RH. Potporu Igrama daju eminentna imena iz sportskog, političkog i gospodarskog života (veleposlanici Igara): sir Dave Richards, predsjednik Premier Lige počasni je predsjednik Sportskih igara mladih, dok su uloge počasnih dopredsjednika povjerene Goranu Ivaniševiću i Slavenu Biliću.

## Natjecanja
Djevojčice i dječaci starosti od 7 do 18 godina u razdoblju od siječnja do rujna imaju mogućnost sudjelovanja na natjecanjima. Natjecanja se organiziraju u 10 športskih disciplina: Coca-Cola Cup u nogometu, mali nogomet, Kinder turnir u košarci, Hep turnir u rukometu, odbojci, odbojci na pijesku, atletici, graničaru, stolnom tenisu. Pravo sudjelovanja imaju svi pojedinci i to u potpunosti besplatno. Sudjelovati mogu sve slobodno formirane ekipe, ljubitelji zdravog načina života i druženja, a ne samo djeca koja se aktivno ili profesionalno bave športom. Natjecanja su organizirana na profesionalnoj razini, bez obzira na to što je u pitanju amaterski šport, u skladu sa svim propozicijama i pravilima pojedinog športa Sportskih igara mladih.  
Sistem organizacije natjecanja u okviru Sportskih igara mladih odvija se u 3 faze:
1. Kvalifikacijska natjecanja/ gradska finalna natjecanja
2. Državna završnica
3. Veliko međunarodno finale
Pobjednici kvalifikacijskih natjecanja stječu pravo sudjelovanja na Državnoj završnici, a pobjednici Državne završnice ostvaruju pravo nastupa na Velikom međunarodnom finalu koje se tradicionalno svake godine održava u Splitu.

## Coca-Cola Cup
Najpopularniji i najmasovniji šport na svijetu svoju veliku bazu ima i u Hrvatskoj. Coca-Cola Cup najveći je turnir u malom nogometu koji se već šestu godinu organizira pod okriljem Sportskih igara mladih, a 2019.godine pohodio je više od 100 gradova i mjesta u Hrvatskoj i 21 županiji. 
Turniri se igraju u dvije kategorije: U-18 (2002 godište i mlađi) i U-15 (2005. godište i mlađi).
Coca- Cola Cup osmišljen je kao nogometna platforma za promicanje športskih vrijednosti među mladima, fair playa i timskog duha. Kvalifikacijski turniri u gradovima  razigravali se od siječnja do svibnja, nakon čega slijede županijska finala. Pobjednici županijskih finala plasiraju se na državnu završnicu koja se održava u Splitu.
Svaki turnir je primjer fair playa igre i športske borbe za pobjedu jer ulog je uvijek velik: plasman na državnu završnicu u Splitu. Ukupno u CCC turniru u 2019. godini u cijeloj Hrvatskoj sudjelovalo je više od 35 000 djece. 